# Glucosamine-6-phosphate
La glucosamine-6-phosphate est un composé organophosphoré important du métabolisme cellulaire. Elle est synthétisée par la glucosamine-6-phosphate désaminase à partir de fructose-6-phosphate et de glutamine, et est le précurseur des biosynthèses des osamines.